# Process o trёch millionach
Process o trёch millionach (Процесс о трёх миллионах) è un film del 1926 diretto da Jakov Aleksandrovič Protazanov.